# Pablo Martino Rodríguez
Pablo Martino Rodríguez est un joueur de football italo-argentin né le 7 mars 1977 à Ramos Mejía en Argentine. Il évolue actuellement au Deportivo Merlo en Argentine au poste de milieu offensif. Il mesure 1,75 m pour 71 kg.

## Carrière
Pablo Rodríguez commence sa carrière en deuxième division argentine avec les Argentinos Juniors, et remportera avec le championnat de deuxième division argentine et la promotion en Primera Division argentina. Il fera partie de l'équipe d'Argentine U-20 avec qui il remportera le championnat du monde juniors. 
Après avoir échoué à un test physique avec Crystal Palace, il signe avec l'OGC Nice où il jouera entre 1998 et 2003, où il s'y imposera comme titulaire indiscutable, sauf lors de la saison 2002-2003, année du retour du club en première division, où il ne dispute que 3 matchs. 
Après des passages ratés à Leganés et Beira-Mar, il retourne en Amérique du sud et jouera quelques mois avec le club de Montevideo Wanderers en Uruguay. Puis il retourne en Argentine où il jouera en 3e division avec l'Olimpo de Bahia Blanca et El Porvenir. Après un passage raté en première division il s'engage avec le Deportivo Merlo. 

## Statistiques
- Argentinos Juniors (1996-1998)
- OGC Nice (1998-2003) 85 matchs 17 buts
- Leganés (2003-2004) 26 matchs 2 buts
- Beira-Mar (2004-2005) 4 matchs
- Montevideo Wanderers Fútbol Club (2005-2006) 14 matchs 1 buts
- Club Olimpo (2006-2007)
- Club El Porvenir (2007-2008)
- Club Atlético Colón (2008-2009) 1 match
- Platense (2009-2010) 2 matchs
- Deportivo Merlo (2010-2012) 19 matchs 1 but